# 平田康之
平田 康之（ひらた やすゆき、1958年1月4日 - ）は、日本の俳優、声優。東京都出身。ジョイントオフィス所属。

## 人物
舞台芸術学院、日本大学芸術学部映画学科中退。
以前はアーツビジョンに所属していた。
趣味はスキューバダイビング。特技は乗馬、殺陣、射撃。

## 出演

### テレビドラマ
- NHK連続テレビ小説
  - チョッちゃん（1987年） - 野田
  - あぐり（1997年）
  - 天うらら（1998年）
  - 純情きらり（2006年）
- 水戸黄門第25部 第32話「嫁と認めぬ頑固者 -八戸-」（1997年8月4日）
- NHK大河ドラマ
  - 葵 徳川三代（2000年） - 赤川貢
  - 功名が辻（2006年） - 別所長治
  - いだてん〜東京オリムピック噺〜（2019年）
- 相棒
  - season3 (2005年)  - 元麻布署刑事
  - season4 (2006年）
  - season6 (2008年）
  - season8（2009年） - 一ツ木康雄
- 走向共和 - 伊藤博文
- はぐれ刑事純情派
- はみだし刑事情熱系
- モップガール
- 神様のいたずら
- 刑事・鬼貫八郎
- タクシードライバーの推理日誌

### 映画
- スクラップ・ヘブン
- BALLAD 名もなき恋のうた
- バレーオブフラワーズ
- 一八九四・甲午大海戦（伊藤博文）
- 一九四二（岡村寧次）

### テレビアニメ
- 機動警察パトレイバー（1989年、河野森）
- ジャングル大帝（新）（1989年、森の動物）
- 楽しいムーミン一家（1990年 - 1992年、スノーク）
- らんま1/2 熱闘編（1990年）
- 勇者特急マイトガイン（1993年、ハンター）
- 爆れつハンター（1995年、ミルフィー・ユ）

### 劇場アニメ
- 楽しいムーミン一家 ムーミン谷の彗星（1992年、スノーク）
- ルパン三世 くたばれ!ノストラダムス（1995年、スティーブ）
- チョッちゃん物語（1996年、野田）

### OVA
- トワイライトQ 時の結び目 REFLECTION（1987年、平田）
- 銀河英雄伝説（1989年、グーテンゾーン）
- TYLOR THE IRRESPONSIBLE CAPTAIN（1995年、オスカー）

### ゲーム
- アルナムの牙 獣族十二神徒伝説（1994年、ギユウ、ナンゴウ、キョウ）

### ドラマCD
- ファイアーウーマン纏組（1996年、中原勇）
- 魔性の子（1997年、広瀬）

### ラジオドラマ
- Spirit of Wonder 夏子 〜御前崎博士とクローン人間（1998年、哲雄）

### CM
- 千葉銀行
- ピクサス
- UHA味覚糖コロロ「裏切りの果物農家」篇（2019年9月 - 、父親）

### 舞台
- カシコギ
- 夏の夜の夢